# 林生斑鸠菊
林生斑鸠菊（学名：Vernonia sylvatica）为菊科班鸠菊属的植物，为中国的特有植物。分布在中国大陆的云南、广西等地，生长于海拔500米至1,900米的地区，多生长在山谷疏林以及路边灌丛中，目前尚未由人工引种栽培。

## 别名
藤菊（云南）